# ディアブロ山
ディアブロ山（Mount Diablo）は、アメリカ合衆国カリフォルニア州のサンフランシスコ・ベイエリアにある山。

## 概要
標高は1,173メートルで高い山ではないが、コントラコスタ郡の最高峰であり、郡のほぼ中央に位置しているため郡のシンボルになっている。郡の紋章でも大きく描かれている。
山頂まで道路が通じており、車で登ることができる。山頂には展望台、資料館、観光案内所などがある。独立峰で周辺に高い山がないため、天気が良ければ遠くまで望むことができる。サンフランシスコ、オークランド、サンノゼ、サクラメントのスカイラインが見える。
山嶺にはキャンプ場やハイキングコースが沢山あり、週末は観光客で賑わう。山火事を防止するため、火の使用は厳しく管理されている。

## 名称
ディアブロは、スペイン語で「悪魔」である。なぜこのような名前が付けられたのか由来ははっきりしない。この山はアメリカ先住民の伝承が豊富であり、それに影響されたスペイン人入植者の間にも亡霊、超常現象、未確認動物、ウィルオウィスプなどの噂が広まった。この神秘性が悪魔という名前につながったのではないかと考えられている。

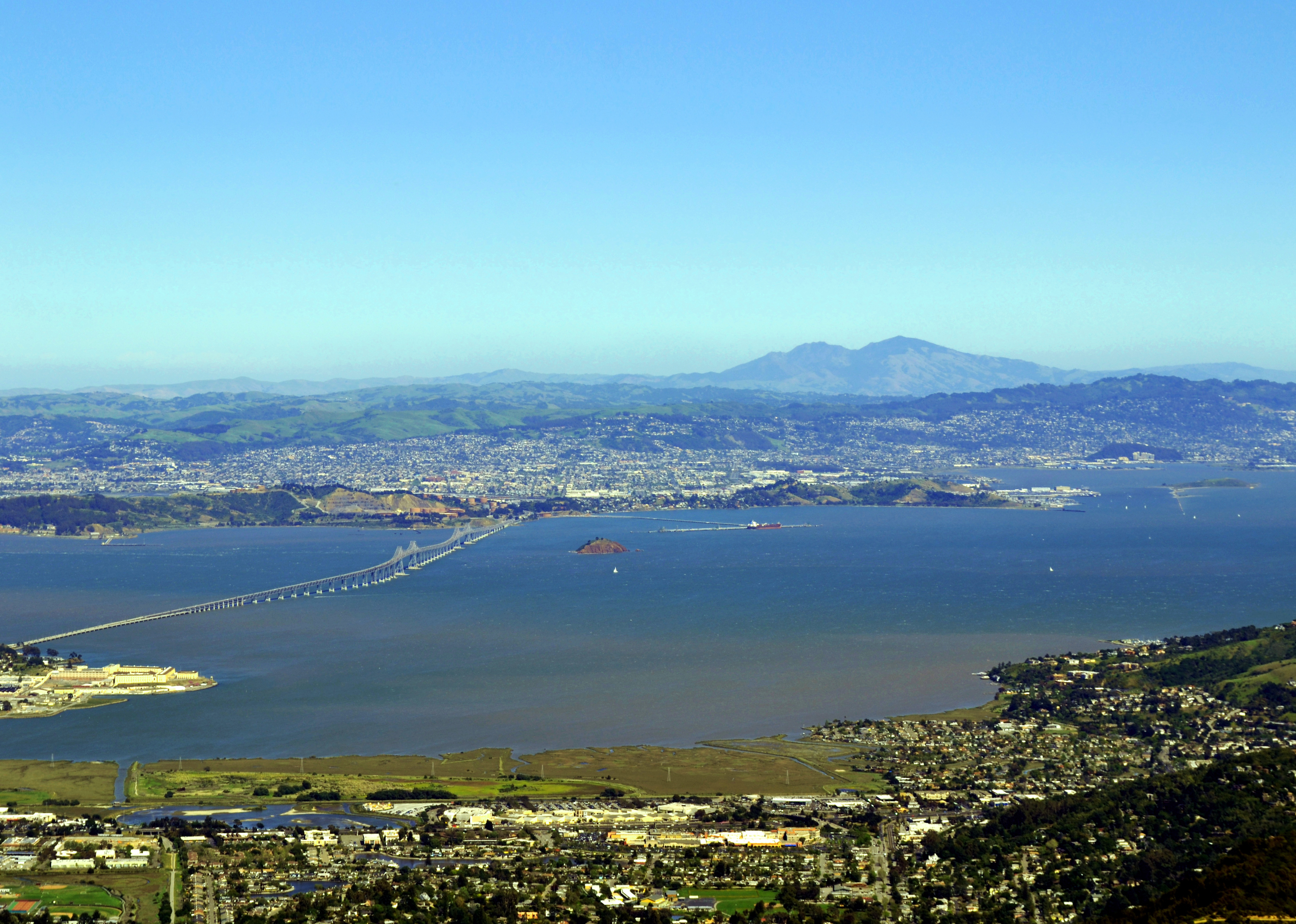
手前から、サンラフェル、サンフランシスコ湾、リッチモンド、ディアブロ山